# 宇宙英雄ペリー・ローダン
『宇宙英雄ペリー・ローダン』（うちゅうえいゆうペリー・ローダン、Perry Rhodan）は、1961年にドイツで刊行が開始された、SFとしては世界最長のスペースオペラ小説シリーズ。草案作家のシノプシスに沿って、複数作家による執筆がなされているリレー小説で、ヘフトで週刊発行されている。2009年時点で15億部を越え(英語版のウィキペディアには、全世界で20億部という記述もある)、2013年時点での初版発行部数は10万2千部、実売6万3千部。2019年時点での印刷版発行部数は6万部。以前は複数版が存在したが、現在では初版のみの発行である。2011年に50周年企画としてリブート・シリーズである『ローダンNEO』が開始され、本シリーズと並行して刊行されている。

## 概要
初代草案作家の Karl-Herbert Scheer（K・H・シェール 1928年 - 1991年）が著した第1巻「Unternehmen Stardust（スターダスト計画）」（1961年9月8日刊行）によって第1サイクル「Die Dritte Macht（第三勢力）」が始まった。ここまでゲスト作家を含め30人以上の作家によって書き継がれており、2022年12月には第3200巻が刊行された。本編の他に、第2シリーズとも呼ばれた『アトラン・シリーズ』全850巻、外伝とも言うべき『ペリー・ローダン・ポケットブックス』（かつては「ペリー・ローダン惑星小説」シリーズと呼ばれていた）といったサイドストーリー・シリーズなどがある。2011年に50周年企画としてリブート・シリーズである『ローダンNEO』が開始され、2017年から日本語訳版も刊行されている。
日本では、1971年から松谷健二（1928年 - 1998年）訳で早川書房より、ドイツ版ヘフト2巻を1巻とする形でハヤカワSF文庫（現　ハヤカワ文庫SF）として出版、2004年5月には第300巻「太陽系帝国の守護者」が出版された。第213巻以後は訳者も複数体制となり、2009年6月時点で12人が名前を連ねる。2004年7月の301巻からは月刊での刊行、2010年1月の第368巻からは月2回の刊行となっている。2024年12月31日時点の最新刊は第727巻（ドイツ版ヘフトの第1453巻・第1454巻にあたる）。読者の高齢化に対応するためか、270巻より文字が大きくなり、1行当たりの文字数は変化していないものの、1ページ当たりの行数が17行とそれまでより1行減っている（約1万文字／巻の減）。1ページ当たり16行しかない巻もある。
かつてギネスブックには、「世界最長の小説シリーズ」として記録されていた（現在は未掲載）が、実際は、同じドイツで7年早く、1954年より刊行開始されているミステリーシリーズ「ジェリー・コットンシリーズ」（Bastei-Lübbe社）が最長で、本シリーズより200巻ほど長い。1992年時点では2位ですらなく、1959年開始のミステリの警視Xシリーズについで3位だった。ちなみに出版社は同じVPM(Verlagsgruppe Pabel-Moewig)社。

## あらすじ
1971年6月、アメリカはペリー・ローダン少佐をはじめとする4名の宇宙飛行士を搭乗させた、人類初の有人月宇宙船スターダストを打ち上げた。ローダンをはじめとする宇宙飛行士達は、月面に不時着していた高度な文明を持つ異星種族アルコン人と遭遇する。アルコン人との接触に成功したローダン一行は、地球に帰還後、アルコン人の協力の下で「第三勢力」を作り、列強諸国の介入や地球の存在を知った銀河航行種族の攻撃を退けて地球統一政府を成立させる。やがて、超知性体“それ”から細胞活性装置を提供されたローダン達は相対的不死を手に入れ、地球統一政府は太陽系帝国へと発展していく。そして銀河航行種族の一員となった地球人類＝テラナーは、数多くの種族たちとの遭遇や様々な困難や戦いを克服しながらも、大宇宙の奥深くへと進出していくのであった。

## サイクル紹介
| No. | サイクル           | サイクル (ドイツ語)        | 日本版       | ドイツ版ヘフト | 原著刊行年      | 作中年代          | アウトライン                                       |
| --- | ------------------ | -------------------------- | ------------ | -------------- | --------------- | ----------------- | -------------------------------------------------- |
| 01  | 第三勢力           | Die Dritte Macht           | 1-25巻       | 1-49話         | 1961年-1962年刊 | 1971年-1984年     | Milchstraße                                        |
| 02  | アルコン帝国       | Atlan und Arkon            | 25-50巻      | 50-99話        | 1962年-1963年刊 | 2040年-2045年     | Milchstraße                                        |
| 03  | ポスビ             | Die Posbis                 | 50-75巻      | 100-149話      | 1963年-1964年刊 | 2102年-2114年     | Milchstraße                                        |
| 04  | 第二帝国           | Das Zweite Imperium        | 75-100巻     | 150-199話      | 1964年-1965年刊 | 2326年-2329年     | Milchstraße                                        |
| 05  | アンドロメダ       | Die Meister der Insel      | 100-150巻    | 200-299話      | 1965年-1967年刊 | 2400年-2406年     | Fremde Galaxien                                    |
| 06  | M87                | M 87                       | 150-200巻    | 300-399話      | 1967年-1969年刊 | 2435年-2437年     | Fremde Galaxien                                    |
| 07  | カピン族           | Die Cappins                | 200-250巻    | 400-499話      | 1969年-1971年刊 | 3430年-3438年     | Zerfall des Imperiums                              |
| 08  | 大群               | Der Schwarm                | 250-285巻    | 500-569話      | 1971年-1972年刊 | 3438年-3443年     | Zerfall des Imperiums                              |
| 09  | 旧ミュータント     | Die Altmutanten            | 285-300巻    | 570-599話      | 1972年-1973年刊 | 3444年            | Zerfall des Imperiums                              |
| 10  | 銀河のチェス       | Das Kosmische Schachspiel  | 300-325巻    | 600-649話      | 1973年-1974年刊 | 3456年-3458年     | Zerfall des Imperiums                              |
| 11  | 公会議             | Das Konzil                 | 325-350巻    | 650-699話      | 1974年-1975年刊 | 3459年-3460年     | Zerfall des Imperiums                              |
| 12  | アフィリー         | Die Aphilie                | 350-400巻    | 700-799話      | 1975年-1976年刊 | 3580年-3583年     | Superintelligenzen                                 |
| 13  | バルディオク       | Bardioc                    | 400-434巻    | 800-867話      | 1976年-1978年刊 | 3583年-3586年     | Superintelligenzen                                 |
| 14  | 《パン＝タウ＝ラ》 | PAN-THAU-RA                | 434-450巻    | 868-899話      | 1978年刊        | 3586年            | Superintelligenzen                                 |
| 15  | 宇宙の城           | Die Kosmischen Burgen      | 450-500巻    | 900-999話      | 1978年-1980年刊 | 3586年-3587年     | Superintelligenzen                                 |
| 16  | 宇宙ハンザ         | Die Kosmische Hanse        | 500-550巻    | 1000-1099話    | 1980年-1982年刊 | NGZ424年-0426年   | Moralischer Kode                                   |
| 17  | 無限アルマダ       | Die Endlose Armada         | 550巻-600巻  | 1100-1199話    | 1982年-1984年刊 | NGZ 0426年-0427年 | Moralischer Kode                                   |
| 18  | クロノフォシル     | Chronofossilien            | 600巻-650巻  | 1200-1299話    | 1984年-1986年刊 | NGZ 0427年-0430年 | Moralischer Kode                                   |
| 19  | ネットウォーカー   | Die Gänger des Netzes      | 650巻-675巻  | 1300-1349話    | 1986年-1987年刊 | NGZ 0445年-0447年 | Moralischer Kode                                   |
| 20  | タルカン           | Tarkan                     | 675巻-700巻  | 1350-1399話    | 1987年-1988年刊 | NGZ 0447年-0448年 | Moralischer Kode                                   |
| 21  | カンタロ           | Die Cantaro                | 700巻-刊行中 | 1400-1499話    | 1988年-1990年刊 | NGZ 1143年-1147年 | Zellaktivatoren                                    |
| 22  | リング人           | Die Linguiden              | N/A          | 1500-1599話    | 1990年-1992年刊 | NGZ 1169年-1174年 | Zellaktivatoren                                    |
| 23  | エノクス           | Die Ennox                  | N/A          | 1600-1649話    | 1992年-1993年刊 | NGZ 1200年-1202年 | 大サイクル： 大宇宙の謎 Das Große Kosmische Rätsel |
| 24  | 大空隙             | Die Große Leere            | N/A          | 1650-1699話    | 1993年-1994年刊 | NGZ 1202年-1216年 | 大サイクル： 大宇宙の謎 Das Große Kosmische Rätsel |
| 25  | アインディ         | Die Ayindi                 | N/A          | 1700-1749話    | 1994年-1995年刊 | NGZ 1216年-1218年 | 大サイクル： 大宇宙の謎 Das Große Kosmische Rätsel |
| 26  | ハマメシュ         | Die Hamamesch              | N/A          | 1750-1799話    | 1995年-1996年刊 | NGZ 1218年-1220年 | 大サイクル： 大宇宙の謎 Das Große Kosmische Rätsel |
| 27  | トルカンダー       | Die Tolkander              | N/A          | 1800-1875話    | 1996年-1997年刊 | NGZ 1288年-1289年 | 大サイクル： トレゴン Thoregon                     |
| 28  | ヘリオトの保塁     | Die Heliotischen Bollwerke | N/A          | 1876-1899話    | 1997年-1998年刊 | NGZ 1289年        | 大サイクル： トレゴン Thoregon                     |
| 29  | 第六使徒           | Der Sechste Bote           | N/A          | 1900-1949話    | 1998年-1999年刊 | NGZ 1289年-1290年 | 大サイクル： トレゴン Thoregon                     |
| 30  | マテリア           | MATERIA                    | N/A          | 1950-1999話    | 1999年刊        | NGZ 1290年-1291年 | 大サイクル： トレゴン Thoregon                     |
| 31  | 太陽系政庁         | Die Solare Residenz        | N/A          | 2000-2099話    | 1999年-2001年刊 | NGZ 1303年-1304年 | 大サイクル： トレゴン Thoregon                     |
| 32  | トラドム帝国       | Das Reich Tradom           | N/A          | 2100-2199話    | 2001年-2003年刊 | NGZ 1311年-1312年 | 大サイクル： トレゴン Thoregon                     |
| 33  | スターオーシャン   | Der Sternenozean           | N/A          | 2200-2299話    | 2003年-2005年刊 | NGZ 1331年-1333年 | 平和ドライバー Friedensfahrer                      |
| 34  | テラノヴァ         | TERRANOVA                  | N/A          | 2300-2399話    | 2005年-2007年刊 | NGZ 1344年-1346年 | 平和ドライバー Friedensfahrer                      |
| 35  | ネガスフィア       | Negasphäre                 | N/A          | 2400-2499話    | 2007年-2009年刊 | NGZ 1346年-1347年 | 平和ドライバー Friedensfahrer                      |
| 36  | N/A                | Stardust                   | N/A          | 2500-2599話    | 2009年-2011年刊 | NGZ 1463年        |                                                    |
| 37  | N/A                | Neuroversum                | N/A          | 2600-2699話    | 2011年-2013年刊 | NGZ 1469年-1470年 |                                                    |
| 38  | N/A                | Das Atopische Tribunal     | N/A          | 2700-2799話    | 2013年-2015年刊 | NGZ 1514年-1517年 |                                                    |
| 39  | N/A                | Die Jenzeitigen Lande      | N/A          | 2800-2874話    | 2015年-2016年刊 | NGZ 1517年-1519年 |                                                    |
| 40  | N/A                | Sternengruft               | N/A          | 2875-2899話    | 2016年-2017年刊 | NGZ 1522年        |                                                    |
| 41  | N/A                | Genesis                    | N/A          | 2900-2999話    | 2017年-2019年刊 | NGZ 1551年-1552年 |                                                    |
| 42  | N/A                | Mythos                     | N/A          | 3000-3099話    | 2019年-2021年刊 | NGZ 2045年-2047年 |                                                    |
| 43  | N/A                | Chaotarchen                | N/A          | 3100-3199話    | 2021年-2022年刊 | NGZ 2071年-2072年 |                                                    |
| 44  | N/A                | Fragmente                  | N/A          | 3200-3299話    | 2022年-2024年刊 | NGZ 2096年-2078年 |                                                    |
| 45  | N/A                | PHOENIX                    | N/A          | 3300-3349話    | 2024年-2025年刊 | NGZ 2249年        |                                                    |

- Zyklen – Perrypedia
- Zyklen und Großzyklen – Perrypedia

## 主要執筆陣

### ドイツ
- K・H・シェール
- クラーク・ダールトン
- クルト・マール
- W・W・ショルス
- クルト・ブラント
- ウィリアム・フォルツ
- H・G・エーヴェルス
- コンラッド・シェパード
- ハンス・クナイフェル
- エルンスト・ヴルチェク
- H・G・フランシス
- ハーヴェイ・パットン
- ペーター・テリド
- マリアンネ・シドウ
- ペーター・グリーゼ
- デトレフ・G・ヴィンター
- ホルスト・ホフマン
- トーマス・ツィーグラー
- アルント・エルマー
- ロベルト・フェルトホフ
- 日本語版未登場の作家
  - スーザン・シュヴァルツ
  - フーベルト・ヘンゼル
  - ウーヴェ・アントン
  - アンドレアス・エシュバッハ
  - ライナー・カストル
  - アンドレアス・フィンディヒ
  - レオ・ルーカス
  - ミハイル・ナグラ
  - グローディア・カーン
  - フランク・ボルシュ
  - フランク・ベーメルト
  - ミハエル・マルクス・ターナー
  - ギスバード・ヘフス
  - ティータス・ミュラー
  - クリスチャン・モンティロン
  - ヴィム・ファンデマーン
  - マーク・A・ヘーレン
  - ヴェレナ・テムゼン
  - マーカス・ハイツ
  - リチャード・デュベル
  - ベルント・ペルプリース
  - ミシェル・シュターン
  - オリバー・フロリッヒ
  - キャロライン・ブラント
  - ロバート・コーヴス
  - カイ・ヒルト

### 日本語版スタッフ
- 訳者
  - 松谷健二
  - 池田香代子
  - 天沼春樹
  - 五十嵐洋
  - 渡辺広佐
  - 田中栄一
  - 赤坂桃子
  - 林啓子
  - 青山茜
  - 増田久美子
  - 北村春子
  - 安彦栄子
  - 嶋田洋一
  - 星谷馨
  - 若松宣子
  - 赤根洋子
  - 小津薫
  - 原田千絵
  - 新郎恵
  - 稲田久美
- イラスト
  - 依光隆（1巻 - 367巻）
  - 工藤稜（368巻 - ）

## 関連出版物等

### 解説書
- 宇宙英雄ペリー・ローダンの世界 依光隆画集（早川書房）1981年6月  ISBN 978-4-1520-3192-1
- ローダン・ハンドブック1（早川書房）1994年6月 ISBN 978-4-1501-1065-9
- ローダン・ハンドブック2（早川書房）2004年6月 ISBN 978-4-1501-1479-4
- 『SFマガジン』（早川書房）
  - 1980年11月臨時増刊号（通巻267号）「SF冒険の世界」
    - ヘフト第500話「虚無からの使者たち」（文庫化題「虚無より来る」）収録。

  - 1984年7月臨時増刊号（通巻315号）「ペリー・ローダン読本」
    - アトラン・シリーズ「銀河シンジケート」、惑星小説「モックの惑星」など長・短編計5篇を収録。

### 映像作品
- 『Perry Rhodan- SOS aus dem Weltall』（1967年）
  - 西独＝伊＝西（テフィ・フィルム／PEA／アトール・フィルム）
  - 監督：プリモ・ゼグリオ
  - 脚本：K・H・シェールも参加している。
- 『Orbita Mortal』（1968年）
  - 西独＝伊＝西
  - 監督：プリモ・ゼグリオ

### 音楽作品
- 『宇宙英雄ペリー・ローダン』（寺内タケシとブルージーンズ）- 1978年6月5日、キングレコードより発売。 SKA-245
- 『Perry Rhodan · Pax Terra』（クリストファー・フランケ）-1996年11月、Shape CD

### 他国の出版状況
本国ドイツを除いて最初に翻訳されたのはイスラエル（ヘブライ語）で、1965年ごろに最初の4話が出版されたらしい。日本と並んで順調に翻訳が進んでいるのはフランスである。ただし、いくつかのエピソードはスキップしているうえに、最近はいわゆる銀背本を元に訳出しているため全てのエピソードを網羅しているわけではないが、2007年4月現在550話あたりまで到達している。もっとも翻訳が進んでいるのはオランダであるが、21世紀初頭より通販のみの販売形態に移行したため、入手は困難になった。ブラジル（ポルトガル語）はファンクラブが主体のオンデマンド出版を続けていたが、800話台半ばで出版が打ち切られたらしい。アメリカ（英語）もまた長い冬の時代を経験している。21世紀初頭に外伝のレムリアポケットブックシリーズが英訳され、今後の動向が注目される。
この内容は2008年5月30日改訂のウエブ()に基づいている。

## 主な勢力

### 銀河系
太陽系帝国
1990年に成立した、地球（テラ）を中心とする星間国家。首都は旧モンゴル・中国国境付近のゴシュン湖畔に建設されたテラニア（ギャラクトシティ）。成立当初はその勢力は太陽系の内側だけであったが、21世紀以降銀河各地に植民を行い、25世紀には千を超える植民世界を管理するようになり、銀河系で最高の技術力、経済力、軍事力を有する一大星間国家となった。また2115年から2329年にかけてはアルコン帝国と合併して連合帝国を形成していた。25世紀の時間警察との戦闘では太陽系が戦火に見舞われたり、30世紀には幾つかの植民星系が分離独立するといった出来事があったが、35世紀の時点でも銀河系では最強の経済力と軍事力を有していた。国家元首は選挙で選ばれるものの、設立から一貫してペリー・ローダンが務めている。
3459年、銀河系に現われた「七種族の公会議」との抗争の中で中央星と国家主権を失い、3460年に実質的に崩壊した。新アインシュタイン帝国及び自由テラナー連盟は実質的な後継国家。
アルコン帝国
アコン人から派生した植民地人アルコン人の手による星間国家。球状星団M13を中心に銀河主要部を版図に収め、高度な科学技術と軍事力を持って数々の植民種族や非ヒューマノイド種族をその支配下に置き、10万あまりの星系を有する一大星間帝国を形成していた。やがてアルコン人に種としての退廃が見られるようになると、帝国各地で反乱や内戦が絶えなくなり、1978年にはロボット摂政に統治権が移管された。2044年にはアトランがゴノツァル8世として即位する事で国家の秩序が保たれたが、2115年の太陽系帝国との合併による連合帝国形成によりアルコン帝国は消滅した。2329年にローダンが連合帝国を解消した事で主権を回復するも、アコン人と結託したブルー族の艦隊によって軍事惑星アルコンIIIが破壊された事で、名実共にアルコン帝国はその歴史に幕を閉じた。
アコン帝国
ブルーの星系の第5惑星ドロラー（スフィンクス）を中心に銀河系中央部で強い勢力を維持する星間帝国。紀元前18,000年頃に起きたアルコン人との戦争“中央戦争”の後、鎖国政策を取り続け、転送機ネットワークによる交通手段を取るようになり、少数の艦艇のみを保有するだけで、母星系の防衛は星系全体を覆うバリアによって行っていた。2102年にテラナーとの接触によりブルーの星系を覆うバリアが突破された事で本格的に艦隊を整備して、太陽系帝国に対して何度も攻撃を加えるもことごとく失敗に終わっている。2329年のアルコン帝国崩壊後は、旧アルコン帝国の植民星系も支配下に置くようになった。
レムール帝国
紀元前51,000年頃、銀河系において栄えた第一次人類レムール人による強大な星間帝国。中心世界は後のテラにあたるレムール。帝国は「タマニウム」と呼ばれる111の星州／行政区によって構成される連合体であり、それぞれのタマニウムの中で選出された「タム評議員」が帝国の最高意志決定機関を形成していた。絶頂期には銀河系のみならずアンドロメダ星雲にも勢力を持っていたが、やがて紀元前50,000年頃から勃発したハルト人との戦争によって帝国は疲弊し、レムール人の大半がアンドロメダに避難した事により、銀河系におけるレムール帝国は衰退し消滅した。
ダブリファ帝国
30世紀初頭の第二次遺伝子危機以降、太陽系帝国から独立した元植民星系からなるテラナー系3大星間帝国の一つ。反テラ連合の主体だったが、3434年の寛容革命によって崩壊。「銀河連合ノルモン」に引き継がれる。主星はノスモ。
カルスアル同盟
細胞活性装置を持つ3人のエルトルス人がトップを勤める同盟。テラナー系3大星間帝国の一つ。主星はクライト星系エルトルス。
中央銀河ユニオン (ZGU)
テラナー系3大星間帝国の一つ。3430年代には同盟を結んで太陽系を攻撃しようとした。
新アインシュタイン帝国（Neue Einsteinische Imperium：NEI）
「七種族の公会議」による銀河系侵攻による太陽系帝国の崩壊とその首星テラの喪失の後に、銀河系中心部の暗黒星雲プロヴコン・ファウストのプロヴ星系第3惑星ガイアに避難したテラナーによって3460年に成立された。首都はソル・タウン。国家元首は大行政官と呼ばれアトランが就任した。非公式には公会議とは停戦しているものの、水面下においては公会議を撃退するための活動を展開している。太陽系帝国を継承して年号には西暦を使っている。
3585年、自由テラナー連盟を後継として発展的解消。
銀河種族尊厳連合（Galaktische-Völkerwürde-Koalition：GAVÖK）
3580年に銀河系中心部の暗黒星雲プロヴコン・ファウストのプロヴ星系第3惑星ガイアを拠点に活動していた新アインシュタイン帝国の国家元首アトランの呼びかけの元、当時銀河系を支配していた公会議勢力に対抗するために結成された宇宙航行種族の連合組織。
自由テラナー連盟（Liga Freier Terraner：LFT）
3586年設立。新アインシュタイン帝国（NEI）の後継国家であり、太陽系帝国の流れを汲む。銀河系が公会議から解放された後、ソル星系へ帰還したテラへ移住した惑星ガイア住民と、銀河系テラナー残存勢力によって設立された。自由と平等を国是とし、国家名は市民個人が主体であることを意味し、国家元首を「首席テラナー」と呼び市民の一員であることを強調する。初代首席テラナーはジュリアン・ティフラー、初代最高テラ評議員はロワ・ダントン。なおペリー・ローダンは加わっていない。
第二帝国帝国
ブルー族のガタス人が築いた帝国。

### アンドロメダ星雲
島の王たち
2400年時点におけるアンドロメダ星雲の絶対的支配者。長らく正体は不明であったが、後にレムール人による権力集団である事が判明。ルーム星系第2惑星タマニウムを拠点にアンドロメダ全域を統治していた。全員が細胞活性装置を持ち、無数の種族を奴隷化、あるいは滅ぼした。アンドロメダでは紀元前50,000年頃に疎開してきたレムール人による国家が成立したが、それから約3万年後に独裁体制を支持する13人の科学者や軍人が協定を結んで当時の政府を打倒し、アンドロメダ星雲全域をも支配下に置いた。島の王は地位に応じて「ファクター○（番号）」と呼ばれ、最高権力者のファクターIの命令に背いた者は容赦なく殺された。テラナーによるアンドロメダ遠征が行われた2400年代は、7人の構成員によって一銀河を支配していたが、2406年に本拠地のタマニウムが陥落し、最後の島の王も死亡した事により、アンドロメダ星雲はその支配体制から解放された。

### M87銀河関連
中枢部の設計者
M87の支配者。M87のヒューマノイド種族「オケフェノケース」が死後、ハイパー再生された存在を指す。M87銀河中枢部に存在する、直径6,620光年の空洞恒星内部に人工的に作られたホイール星系に住む。7万年以上も前から既にM87銀河の支配者であったが、7万年前に行ったバイオ実験で生み出された人工生命「けだもの」による反乱によって銀河がその脅威にさらされるようになると、種族をカースト（軍人、科学者など）ごとに分ける事で銀河規模での防衛システムを構築し、最終的にはけだものを銀河外に駆逐した。2437年には、けだものとの抗争に終止符を打つために、ウレブの本拠地エネミー星系に大艦隊を送り込んでこれを破壊し、さらにはハルト人を根絶させるためにテラナーを脅そうとしたが、逆にローダンの恫喝にあい相互不可侵条約を締結して軍を撤退させられた。
時間警察
何者かが時間改変を行い、自らの存在を抹殺しようとしているとの強迫観念にかられたウレブが組織した軍事機構。第一震動力、二次制約者、三次制約者、そして無数の補助種族からなり、その頂点にあたる第一震動力にはウレブが就いていた。時間実験を行う種族に対しては容赦の無い攻撃を行い、判明しているだけでもレムール人やグラドがその被害を受けた。超空間のパラトロン・フィールドに存在するパラ武器庫には、生体戦闘船ドランの基地や、二次制約者の深層睡眠のための施設、シンポフレックス・パートナーの孵化施設などが存在し、強大な軍事力を有していたが、2437年の中枢部の設計者による大攻勢によってマゼラン銀河の近くにあったウレブの本拠地エネミー星系がウレブもろとも破壊された事により崩壊した。

### グルエルフィン銀河
タケル帝国
3437年時点においてグルエルフィン銀河を支配していたカピン種族のタケル人による星間帝国。国家元首は「タシュカル」と呼ばれ、ディープパープル星系第11惑星タケラのタシュカノルに首都がおかれていた。紀元前20万年頃に当時のグルエルフィン銀河を支配していたガンヤス人による国家「ガンヤス帝国」をクーデターで倒して成立、以後3438年に至るまで銀河全域を支配し、懲罰艦隊や秘密警察マルサヴを用いて恐怖政治を行っていた。また3437年頃には銀河系への侵攻を準備していた。しかし3437年にテラナーの遠征によってかつてのガンヤス帝国の支配者である真正ガンヨのオヴァロンが帰還した事によって各地で反体制運動が活発化し、3438年に中心世界のタケラが破壊された事で権力を失い崩壊した。
ガンヤス帝国
紀元前20万年前までグルエルフィン銀河に存在していた最古のカピン種族であるガンヤス人を中心とした星間帝国。国家元首は「ガンヨ」と呼ばれ銀河を民主的かつ平和的な統治下においていた。紀元前20万年頃に当時のガンヨであったオヴァロンが銀河系で行方不明になり、これをきっかけに戦争状態となりタケル人によって滅ぼされた。その後ガンヤス人は衛星銀河のモルシャズタス小銀河に避難しここに身を潜めていた。3438年にガンヨであるオヴァロンの帰還によりタケル帝国は打倒され、20万年ぶりにガンヤス帝国が復興した。

### ナウパウム銀河
ナウパウム・レイチャト
3457年時点におけるナウパウム銀河最強の星間帝国。2098の星系を支配する。首都はパストレイヴ星系第6惑星レイトのマクツァドシュ。国家元首は「マト・レイチャ（単純に「レイチャ」とも）」と称され、レイチャに指名された後継者候補は「マト・プラヴト」と称される。レイチャは選挙によって選ばれるが、前任者の意中の人物が後継者マト・プラウトとして選ばれ、最初から得票数の50パーセントを与えられる事となる。ナウパウム銀河の人口過剰問題は当帝国でも例外ではなく政治的問題となり国内は緊張状態におかれていたが、3458年に新レイチャにヘルタモシュが就任した事で隣接銀河カトロンへの遠征が行われ、この銀河への移民の道を開く事によって人口問題解決の目処をつける事となった。

### その他
大群
3441年に銀河系に出現し、知性体の大半を痴呆化させるなど銀河全体を荒らしまわった放浪する人工の星団。恒星・惑星80万と各種宇宙船120万隻を有し、その全長は1万896光年、厚さと幅が1,932光年に及び、全体を特殊なバリアで包んだ空前の人工建造物。知性の種をまく「カルティス」、彼らの補助種族の「パープル人」や「大群の敷設者」などからなる。未知の知性体により、宇宙に生命を創造させるため派遣されたが、「カルドゥルス」という補助種族の反乱で、死をまく放浪者となった。
公会議
3459年に銀河系に存在を現した汎銀河規模の勢力。「七種族の公会議」、「七種族のヘトス」、「七銀河同盟」と呼ばれる事もある。七つの銀河を代表する相互に全く異質な権力グループによって構成されていると自称する。ラール人、ヒュプトン、マスティベック人、グライコ人、ケロスカー、ツグマーコン人、コルトン人の7種族から構成される。中心世界は5次元と6次元の狭間の空間である「ダッカル・ゾーン」内にある新アルヤド星系の惑星グロジョッコで、ツグマーコン人が実質的な指導種族。ブラックホールを利用した次元トンネルにより各種族の銀河間を連絡する。銀河系に侵攻する以前は5つの銀河を支配下に治めていた。
3459年1月にNGC3190銀河出身のラール人が公会議を構成する種族の一つとして銀河系に現われ、ローダンに対して銀河系の支配者である「第一ヘトラン」の地位を与え、公会議への参加を要請している。既に3458年頃に銀河系にひそかに進出して独自のスパイ網を形成して情報収集を行い（太陽系帝国ではそのスパイを「ヘトス・インスペクター」と命名した）、3459年2月には反抗する銀河系諸種族を圧倒的な軍事力を持って制圧し、事実上銀河系を支配した。
離反したケロスカーの援助を受けたローダンらの工作により、3581年頃から各種族間の不信が強まり弱体化。3585年、深刻なエネルギー不足からラール人勢力は銀河系全域から撤退し、公会議の銀河系支配は終わりを告げた。また、ダッカル・ゾーンの次元トンネルを破壊されたことから、公会議自体も実質的に崩壊した。
ポスビ
生体ポジトロンロボットの略。“二百の太陽の星”を中心とする種族。

## 主な組織・団体
太陽系秘密情報局
情報収集、諜報、防諜および保安を担当する巨大組織。太陽系元帥アラン・D・マーカントが第三勢力時代に設立した世界情報機関連合が発展したもの。独自の艦隊や警察部隊、要人警備師団、先端技術開発部門等も有し、活動範囲も太陽系のみならず銀河系全域やアンドロメダ星雲にまでおよぶため、銀河系秘密情報局と呼ばれる事がある。初代長官は設立者でもあるマーカントであったが、2909年の第二次遺伝子危機の混乱の中でマーカントが死亡するとガルブレイス・デイトンがその任務を引き継ぎ35世紀に至っている。
ミュータント部隊
超能力を持つミュータントによって構成される特殊部隊でとりわけ重要な秘密工作や最前線の任務に従事する。1972年の結成時は18名のメンバーから成っており、ジョン・マーシャルがその隊長であった。結成後は若干のメンバーの増減はあったものの、2326年に“それ”が未知の脅威から逃れるために銀河系に細胞活性装置をばらまいた際にはテラナーの隊員15名が装置を入手し、細胞活性装置保持者となった。その後、2909年に第二次遺伝子危機が発生すると、その混乱によって隊長ジョン・マーシャルも含め9名が死亡した。3437年には旧部隊の生き残りを含めて新たにミュータント部隊が組織し直され、フェルマー・ロイドを隊長とする「新ミュータント部隊」と呼ばれるようになる。全員が特別将校かそれ以上の階級を有し、太陽系帝国ではなくローダン個人に賛同して協力する私人という基本姿勢を持ち、これは「新ミュータント部隊」に移行してからも変わっていない。
USO
「ユナイテッド・スターズ・オーガニゼーション（星際連合機構）」の略称。連合帝国が成立した2115年の7月に、アルコン帝国皇帝の座を退いたアトランを長官に成立した。長官は「政務大提督」と呼ばれる。惑星間紛争の防止・解決、犯罪捜査が主な任務であり、独自の戦闘艦隊、基地、研究施設を持ち、秘密工作を担当する特務要員「USOスペシャリスト」も有しており、銀河消防隊とも称される。成立当初は連合帝国の星際機関であったが、2329年に連合帝国が解消されると、太陽系帝国からの予算が提供され、太陽系帝国とテラナーのために働く組織へと改組された。この状態は35世紀になっても継続している。司令部はキント=センター。
自由商人
テラナー出身の商人集団であり、別名「自由航行者」。太陽系帝国の企業とは無関係で独自の艦隊、船団、基地惑星を持つ。24世紀末期にその存在が確認され、25世紀初頭にはそれまで銀河交易権を独占していたスプリンガーとの戦闘に勝利し、2430年代には一大経済勢力に成長していた。本拠地はボシック星系第2惑星オリンプ。2435年時点では、ラヴリー・ボシックが首長（自由商人の間では「皇帝」と呼ばれる）であったが、事実上の指導者はロワ・ダントンことマイクル・レジナルド・ローダンであった。2437年にダントンが時間警察との戦いで行方不明になった（その後ローダン達によって救出された）後の歴史は不明であるが、30世紀頃にはアンソン・アーガイリスが皇帝の座に就き、以後500年その地位を保っている。

## 関連論文
- 鼎元享「ナガサキ生まれのミュータント」 - 第1回日本SF評論賞選考委員特別賞受賞作（『SFマガジン』2006年5月号掲載）
  - ローダン・シリーズに登場する「長崎の原爆で被爆した日本人ミュータント」の姓名から、その設定を考案した人物を推理する評論作品。

### ドイツ語
- ペリー・ローダン公式サイト
- Perry Rhodan Encyclopedia »Perrypedia«
- Perry Rhodan eBooks
- Perry Rhodan und Atlan Materiequelle

### 日本語
- 公式サイト
  - 早川書房

### 映画版
- Perry Rhodan - SOS aus dem Weltall（...4 ...3 ...2 ...1 ...morte） - IMDb（英語）